# Stanisław Przybyszewski
Stanisław Przybyszewski (AFI: [staˈɲiswaf  pʂɨbɨˈʂɛfskʲi]; 7 de mayo de 1868 - 23 de noviembre de 1927) fue un novelista, dramaturgo y poeta polaco de la escuela naturalista decadente. Su obra dramática está asociada con el movimiento simbolista. Escribió tanto en alemán como en polaco.

## Vida
Przybyszewski nació en la localidad de Łojewo, próxima a Kruszwica, durante las particiones de Polonia. Su padre, Józef Przybyszewski, era profesor. Stanisław asistió a un gymnasium alemán en Thorn (Toruń) (perteneciente a la partición prusiana), del que se graduó en 1889. Se trasladó a Berlín, donde estudió primero Arquitectura y después Medicina. Allí se quedó fascinado por la filosofía de Nietzsche y por el satanismo, y se sumergió en la vida bohemia de la ciudad.
En Berlín vivió con Martha Foerder, aunque no contrajeron matrimonio. Tuvieron tres hijos: dos (Bolesław y Mieczysław) antes de que él la dejara para casarse con Dagny Juel el 18 de agosto de 1893 y una (Janina) durante su matrimonio con Dagny. Entre 1893 y 1898, vivió con Dagny, a veces en Berlín y otras en la localidad natal de ella, Kongsvinger, en Noruega. En Berlín, frecuentaban la taberna Zum schwarzen Ferkel (El cochinillo negro), donde conocieron a otros artistas.
En 1896, su amante Martha fue hallada muerta. Przybyszewski fue detenido en Berlín como sospechoso de asesinato, pero fue puesto en libertad cuando se determinó que ella había muerto por intoxicación de monóxido de carbono. Los niños fueron enviados a distintas casas de acogida.
En otoño de 1898, se mudó con Dagny a Cracovia, donde lideró un grupo de jóvenes artistas revolucionarios y trabajó como editor de su semanario Życie (Vida).
Viajó a Lemberg (Leópolis) y visitó al poeta y dramaturgo Jan Kasprowicz. Przybyszewski empezó una aventura con la esposa de este, Jadwiga Gąsowska. Kasprowicz se había casado con Jadwiga en segundas nupcias en 1893; su primer matrimonio fue con Teodozja Szymańska en 1886 y acabó en divorcio tras apenas unos meses.

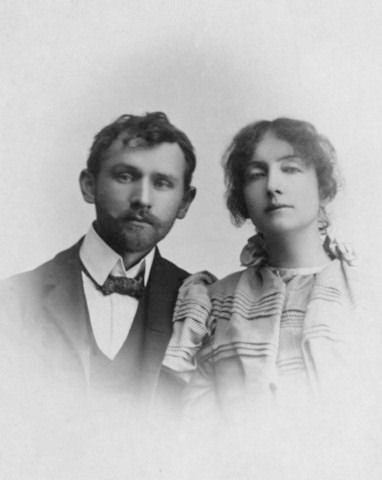
Dagny y Stanisław Przybyszewski en 1897/1898.

En 1899, Przybyszewski abandonó a Dagny y se estableció con Jadwiga en Varsovia. Por esa época, también tenía escarceos con Aniela Pająkówna, cuya hija era de Przybyszewski. Dagny regresó a París; en 1901 fue asesinada por un joven amigo de Przyszewski, Władysław Emeryk, en Tiflis.
En 1905, Przybyszewski se trasladó con Jadwiga a Thorn, donde se sometió a una terapia de rehabilitación de sus problemas con el alcohol. Allí, el divorcio de Jadwiga se consumó y el 11 de abril de 1905 contrajeron matrimonio. Przybyszewski siguió luchando con su alcoholismo el resto de su vida.
En 1906, la pareja se mudó a Múnich con el dinero de la venta del manuscrito de su obra Śluby (Los votos). Durante la guerra, vivieron por poco tiempo en Bohemia (Países checos) y posteriormente, en 1919, se mudaron a la recién restablecida Polonia.
En Poznań, se ofreció para el puesto de director de un teatro literario, pero su trabajo con folletos políticos alemanes durante la guerra impidió que le concedieran el puesto. Consiguió un trabajo de traductor de alemán en la oficina de correos. En 1920, encontró un trabajo similar en la Ciudad Libre de Dánzig (actual Gdańsk). Vivió en Dánzig hasta 1924 y trabajó administrando una librería polaca. Posteriormente, trató de establecerse en Toruń, Zakopane y Bydgoszcz, pero no tuvo éxito en ninguna de las tres. Finalmente, encontró trabajo en Varsovia, en las oficinas presidenciales. Vivió alojado en el antiguo Castillo Real de Varsovia.
En 1927, regresó a la región de Cuyavia y falleció en Jaronty en noviembre, a los 59 años.

## Obras
- Zur Psychologie des Individuums (1892)
- De Profundis (1895)
- Vigilien (1895)
- Homo Sapiens (1896)
- Die Synagoge des Satan (1897); Synagoga szatana (edición polaca de 1899)
- Satans Kinder (1897)
- Das große Glück (1897)
- Epipsychidion (1900)
- Androgyne (1900)
- Totentanz der Liebe (1902)
- Erdensöhne (1905)
- Gelübde (1906)
- Polen und der heilige Krieg (1915)
- Von Polens Seele. Ein Versuch (1917)
- Der Schrei (1918)
- Moi współcześni (1928)

### Drama
- Dla szczęścia (1900)
- Złote runo (1901)
- Schnee/Śnieg (1903)
- Odwieczna baśń (1905)